# Arwen
| Nhân vật trong The Lord of the Rings | |
| Hình ảnh:                            | |
| Tên:                                 | Arwen                                                                                              |
| Tên khác:                            | Undómiel                                                                                           |
| Chức vị:                             | Nữ hoàng của Vương quốc Thống nhất (sau khi lấy Aragorn); trước đó là công chúa xứ Rivendell       |
| Chủng tộc:                           | Tiên nữ của Lindon                                                                                 |
| Nguồn gốc:                           | Là một bán tiên (half-elven), sau chọn cuộc sống của loài người                                    |
| Sinh:                                | Năm 241 thuộc Thời đại thứ 3                                                                       |
| Mất:                                 | Năm 121 thuộc Thời đại thứ 4 (2901 năm)                                                            |
| Xuất hiện trong:                     | The Fellowship of the Ring (Hiệp hội bảo vệ nhẫn), The Return of the King (Sự trở lại của nhà vua) |

Arwen Undómiel là một nhân vật trong bộ tiểu thuyết The Lord of the Rings (Chúa tể của những chiếc nhẫn) của J. R. R. Tolkien. Arwen là một "bán tiên" (half-elves), sống trong thời đại thứ ba (Third age).
Trong ngôn ngữ của loài tiên (tiếng Sindarin) Arwen có nghĩa là một cô gái dòng dõi quý tộc (ar: quý tộc, wen: trinh nữ). Tên thứ hai của cô (còn gọi là epessẽ), Undomiel, có nghĩa là "sao hôm" (Evenstar); do vậy, cô còn được gọi là Arwen Evenstar (Vì sao hôm của tiên tộc) trong tiếng Anh.

## Hình tượng nhân vật

### Trong tác phẩm văn học
Arwen là con gái út của Elrond và Celebriand, cô còn có hai người anh trai sinh đôi là Elladan và Elrohir. Thông qua người cha, cô là cháu gái của Earendi và Mariner, chắt của Tuor và Gondolin, và do đó là hậu duệ của dòng dõi ''House of Hador''. Arwen cũng là hậu duệ của vua Turgon xứ Noldo, cụ ngoại Idrill của cô là con gái ông. Thông qua người mẹ, Arwen là cháu của công nương Galadriel và chắt của Finarfin. Éomer xứ Rohan cho rằng Arwen xinh đẹp hơn công nương Galadriel xứ Loriel, nhưng Gimli con trai Gloin lại nghĩ khác. Thông qua cả cha lẫn mẹ, Arwen là hậu duệ của dòng tộc tiên cổ House of Finwẽ. Hơn thế nữa, Arwen còn là con cháu của Beren và Lúthien Tinuviel, những người có cuộc đời rất giống cô. Thực vậy, Arwen mang bóng dáng của bà tổ mẫu Lúthien, người từng là tiên nữ đẹp nhất, còn được gọi là Tinúviel (chim sơn ca).
Arwen có quan hệ họ hàng xa với người chồng Aragorn. Ông tổ của Aragorn, Elros Tar-Minyatur, vị vua đầu tiên của Numenor, là anh trai của Elrond cha cô và là người đã chọn cuộc sống con người. Elros mất vào năm 442 của Thời đại thứ hai, khoảng 3240 năm trước khi Arwen ra đời. Arwen cuối cùng trở thành nữ hoàng của Vương quốc thống nhất (Reunited Kingdom) bao gồm Gondor và Arnon khi cô cưới Aragorn, người thuộc dòng dõi các nhà vua Arnon. 120 năm sau đám cưới, Arwen đã ra đi trong đau khổ bởi cái chết của Aragorn.
Sau Nhẫn Chiến (War of the Ring), Arwen và Aragorn có đứa con đầu tiên, Eldarion, người thừa kế tương lai của ngai vàng.
Đám cưới của Arwen và Aragorn đã giúp hàn gắn sự chia cắt lâu dài của dòng tộc Half Elven. Hơn 
thế nữa, nó kết hợp và gìn giữ dòng máu của 3 dòng tộc tiên (Three Kings of the High Elves): Ingwẽ, Finwẽ, anh em Olwẽ và Elwẽ.
Theo The Tale of Aragorn and Arwen (Câu chuyện của Aragorn và Arwen), phụ lục A cuốn The Lord of the Rings (sau quyển The Return of the King), Aragorn gặp Arwen lần đầu tiên tại Rivendell, nơi cô sống dưới sự bảo vệ của người cha. Arwen, lúc này đã 2700 tuổi, vừa quay lại với người cha sau khoảng thời gian sống với người bà Galadriel tại Loriel. Aragorn yêu Arwen từ cái nhìn đầu tiên. Khoảng 30 năm sau khi hai người gặp lại ở Loriel, Arwen đã đáp lại tình cảm đó và họ thề nguyền tại đồi Cerin Amroth.
Lần xuất hiện đầu tiên của Arwen trong cuốn The Lord of the Rings chính thức là tại Rivendell, khi những người Hobbit tới đây và Aragorn đã được nhìn thấy cùng Arwen - dấu hiệu đầu tiên cho mỗi quan hệ sau này của họ. Sau đó khi tới Lóriel, Aragorn nhớ lại lần gặp mặt đầu tiên của họ và dùng lại ở đồi Cerin Amroth.
Arwen xuất hiện trong câu truyện một lần nữa vào trước lúc Aragorn đi vào Con đường của người chết (Paths of the Dead). Anh ta gặp một nhóm người bao gồm Dunedain (những người dân phương Bắc) và hai người anh của Arwen: Elladan và Elrohir. Họ mang tới một tấm vải đen, một món quà từ Galadriel, và cũng là dấu hiệu chỉ cho Aragon rằng hãy đi vào con đường chết chóc. Khi tấm vải được mở ra tại chiến trường Pelennor (Battle of the Pelennor Fields), bên trong là biểu tượng của Elendi bao gồm mithril, đá quý và vàng, thông báo đầu tiên cho sự trở lại huy hoàng của nhà vua.
Cuối cùng, Arwen tới Minas Tirith sau khi Aragorn trở thành vua của Gondor và Arnor, và họ đã lấy nhau.
Những lần nêu ra ở trên là những lần duy nhất Arwen xuất hiện trong bộ tiểu thuyết của Tolkien, không tính The Tale of Aragorn and Arwen. Có thể thấy đây chỉ là một nhân vật đóng vai trò phụ trong tác phẩm chính thức, mặc dù cô còn xuất hiện trong các chi tiết phần phụ lục. Hơn thế nữa, nhân vật Arwen đóng vai trò quan trọng trong việc phát triển câu truyện. Sự chung thủy của Aragon và Arwen đã khiến anh không đền đáp lại tình yêu của Éowyn, chính sự từ chối này khiến cô có những hành động anh hùng trong chiến trường Pelennor (giết chết vua Phù thủy), ảnh hưởng lớn tới cục diện trận chiến tại Trung Địa (Middle-Earth). Arwen là nguồn động viên của Aragorn, người phải trở thành vua của Vương quốc thống nhất.
Arwen mất vào năm 121 của Thời đại thứ tư tại đồi Cerin Amroth, 1 năm sau cái chết của Aragorn, thọ 2901 tuổi. Câu truyện về cái chết của Arwen ở trong phụ lục A, "Những phần tiếp theo về chuyện của Aragorn và Arwen" (Here Follows Part of the Tale of Aragorn and Arwen). Bên thi hài Aragorn, nàng nói rằng con thuyền cuối cùng có thể mang nàng qua đại dương đã căng buồm. Sau đó nàng đi tới Loriel và ra đi ở Cerin Amroth, nơi nàng được mai táng.

### Trên màn ảnh

Liv Tyler trong vai Arwen trong bộ phim của Peter Jackson

Arwen không xuất hiện trong các bộ phim hoạt hình The Lord of the Rings của Ralph Bakshi (1978) và The Return of the King của Rankin-Bass (1980). Trong loạt phim The Lord of the Rings của Peter Jackson, Liv Tyler thủ vai Arwen. Rất nhiều cảnh xuất hiện Arwen đã được thêm vào, thực tế tất cả trong số đó đều khác với trong tác phẩm của Tolkien, một vài cảnh thì được sáng tạo từ Tale of Aragorn and Arwen. Trái ngược với trong tiểu thuyết, Arwen không chỉ bị đẩy vào các phần phụ lục mà hình tượng nàng xuất hiện rõ ràng hơn qua bộ phim của Peter Jackson.
Trong phần đầu tiên của bộ phim, Arwen bất chợt tìm thấy Aragorn và một mình giải cứu Frodo Baggins tại sông Bruinen khỏi các kị sĩ đen (Black Riders) bằng cách gọi ra một trận lụt cuốn trôi chúng. Còn trong cuốn sách, Glofindel là người đặt Frodo lên ngựa và để cậu ta một mình chạy trốn đàn Nazgul, Elrond và Gandalf mới là người gọi ra trận lụt. Như vậy, trong truyện thì Frodo một mình chống lại những ma nhẫn (Ringwaiths), còn trong phim thì lại được Arwen bảo vệ. Trong cuộc chạy đua với ma nhẫn trên phim, Arwen mang theo Hadhafang, thanh kiếm của cha cô. Thực chất đây là thanh kiếm của Idril Celebrindal, cụ ngoại Arwen. Trên thực tế, trong truyện Arwen không hề mang theo thanh kiếm này, cũng như không bao giờ được đề cập đến việc mang vũ khí. (Nhưng dù vậy nàng có thể sử dụng vũ khí khi cần thiết).
Ngoài ra, còn có những điểm khác với nguyên tác: Aragorn bị thương và mơ về Arwen (người hôn anh ta); cảnh Arwen tranh cãi với cha về việc rời khỏi Valinor; và cảnh nàng (cùng với Figwit) vừa rời khỏi Valinor thì bất chợt quay về sau khi thấy một điềm báo về đứa con trai với Aragorn, Eldarion. Nàng rất ngạc nhiên, không phải vì biết rằng nàng và Aragorn sẽ có con, mà vì cha nàng đã tiên đoán tương lai chỉ có cái chết đang chờ nàng.
Trong Cuộc chiến của nhẫn (War of the Ring), Elrond đã cầu xin Arwen đi cùng những người trong dòng tộc tới Vùng đất vĩnh hằng (Undying Lands) vì ông không muốn thấy người thân nào của mình phải ra đi. Nhưng trước khi bắt đầu lên đường tới Bến cảng xám (Grey Havens), Arwen đã quay về Rivendell để từ chối việc ra đi do tình yêu nàng dành cho Aragorn.
Cuối cùng, trong tập phim The Return of the King, Arwen đã quay lại Rivendell khi đang trên đường tới Bến cảng Xám. Nàng thuyết phục Elrond rèn lại thanh kiếm Nársil. Thanh kiếm sau đó mang tên Aldrúil và được mang tới cho Aragorn. Elrond đã nói với anh ta rằng số phận của Arwen giờ bị trói buộc với chiếc nhẫn và nàng đang hấp hối. Bộ phim còn diễn tả việc Arwen từ bỏ cuộc sống bất tử vì tình yêu với Aragon, một chi tiết quan trọng trong cuốn sách: Arwen đã có lựa chọn giống như bà cố tổ Lúthien.

### Nhận xét về nhân vật
Arwen đóng một vai trò rất nhỏ trong tác phẩm của Tolkien, nếu không tính phần phụ lục. Đó là do đây là nhân vật được hình thành khá muộn trong quá trình sáng tác của ông, thậm chí Aragorn đã từng được quyết định kết hôn với Éowyn, điều này có nói trong bộ sách "Lịch sử vùng Trung Địa" (The History of Middle-Earth). Việc làm hình ảnh Arwen trở nên rõ ràng hơn trong phim có liên quan đến một quy tắc gọi là "hạn chế nhân vật" (economy of characters). Những nhân vật như Glorfindel (vị tiên trong truyện đã đặt Frodo lên ngựa chạy thoát khỏi đàn Nazgul), chỉ xuất hiện có một lần và có rất ít hành động, thường được cắt đi trong bộ phim. Vai trò của Arwen trong toàn bộ cốt truyện quan trọng hơn, vì nàng là động lực thúc đẩy cho sức mạnh của Aragorn, nên người ta quyết định Arwen sẽ giải cứu Frodo khỏi Ma nhẫn trong phim. Sự thật là Arwen chỉ xuất hiện thoáng qua trong các cảnh quay, nhưng sức mạnh tình yêu của nàng tác động tới Aragorn và ảnh hưởng của nó đã xuất hiện xuyên suốt bộ phim, từ lúc Aragorn đính ước với nàng cho tới khi lập lại nền quân chủ tại Gondor.
Trong các bộ phim hoạt hình phỏng theo The Lord of the Rings trước đó (được làm bởi các hãng phim khác nhau), Arwen thậm chí còn được cho trực tiếp chiến đấu tại vực Helm (Battle of Helm's Deep) và trực tiếp mang thanh kiếm Andúril tới cho Aragorn. Nhưng sau này, cả Liv Tyler lẫn biên kịch đều cho rằng sự xuất hiện tại vực Helm là không cần thiết và đã loại bỏ phương án này.
Những thay đổi của Peter Jackson với các bộ phim trước đã gây ra nhiều tranh cãi. Nhiều người hâm mộ thấy thất vọng vì họ muốn thấy nhân vật Arwen như một nữ chiến binh thực thụ, trong khi thực tế lòng dũng cảm của nàng hoàn toàn chỉ là từ bỏ cuộc sống bất tử để đến với Aragorn, không hề liên quan đến việc đao kiếm. Hơn nữa, trong câu truyện đã có một nữ chiến binh, đó là Éowyn, mặc dù cô chỉ bắt đầu xuất hiện ở The Two Tower. Một vài người nghĩ rằng nên bớt các cảnh chiến đấu của Arwen đi để làm nổi bật hình ảnh nữ chiến binh Éowyn. Do vậy, trong phần 2 và 3 của bộ phim khi Éowyn xuất hiện, các cảnh Arwen chiến đấu không còn, hình tượng của nàng lúc này rất giống như trong truyện, và Éowyn trở thành người phụ nữ tiêu diệt Vua Phù thủy (Witch-King) một cách hợp lý.
Một vài nhà phê bình cho rằng Tolkien đã phân biệt giới tính (sexism) khi để cho quá ít nhân vật nữ xuất hiện. Dù vậy, trong một đoạn văn có tên "Những luật lệ và phong tục Elda" (Laws and Customs among the Eldar) lấy từ cuốn Chiếc nhẫn của Morgoth (Morgoth's Ring), Tolkien đã viết rằng nam nữ hoàn toàn bình đẳng trong xã hội loài tiên, hơn nữa chỉ có đàn bà có khả năng sinh đẻ, có nghĩa là họ nắm giữ tương lai của dân tộc. Đó là lý do các tiên nữ thường không bao giờ ra trận (mặc dù họ được đào tạo chiến đấu như đàn ông) và thường đóng vai trò người chữa bệnh.
Dù sao cũng không thể phủ nhận sự quá chú trọng của Tolkien vào các tình tiết hành động của các nhân vật nam; do đó việc làm rõ ràng hình tượng của nhân vật Arwen trong phim là một nỗ lực nằm đáp ứng yêu cầu của khán giả hiện đại.